# Gare de Golfech
La gare de Golfech est une gare ferroviaire française, fermée, de la ligne de Bordeaux-Saint-Jean à Sète-Ville, située sur le territoire de la commune de Golfech, dans le département de Tarn-et-Garonne en région Occitanie.
Jusqu'en 2017, c'était une halte voyageurs de la Société nationale des chemins de fer français (SNCF) du réseau TER Occitanie, desservie par des trains express régionaux.

## Situation ferroviaire
Établie à 62 mètres d'altitude, la gare de Golfech est située au point kilométrique (PK) 158,020 de la ligne de Bordeaux-Saint-Jean à Sète-Ville, entre les gares de Lamagistère et de Valence-d'Agen.
Avant la gare, une installation terminale embranchée (ITE) dessert la centrale nucléaire de Golfech.

## Histoire
En 2014, c'est une gare voyageurs d'intérêt local (catégorie C : moins de 100 000 voyageurs par an de 2010 à 2011), qui dispose de deux quais.
La SNCF décide de fermer les gares de Golfech, Pommevic et Malause le 2 juillet 2017.

### Fréquentation
Selon les estimations de la SNCF, la fréquentation annuelle de la gare était de 161 voyageurs en 2022.

## Service des voyageurs
C'était un point d'arrêt non géré (PANG) à accès libre, du réseau TER Occitanie, desservie par des trains express régionaux de la relation Toulouse - Agen (ligne 18). Implanté près du passage à niveau routier, il ne disposait ni de bâtiment voyageurs ni de parking.